# Хлопаки: Осатанілі
«Хлопаки: Осатанілі» або просто «Осатанілі» (англ. The Boys Presents: Diabolical) — американський анімаційний телесеріал-антологія для дорослої аудиторії, заснований на серії коміксів "Хлопаки " від Гарта Енніса і Даріка Робертсона, що в різний час видавалася DC Comics і Dynamite Entertainment, і є спін-оффом до однойменному телесеріалу.
Прем'єра першого сезону відбулася на Amazon Prime Video 4 березня 2022 року. Серіал отримав здебільшого позитивні відгуки від критиків, які хвалили анімацію, озвучку, сценарії, гумор та тематику.

## Синопсис
Зібрання анімаційних короткометражних фільмів, виконаних у різних стилях анімації та відбуваються у рамках всесвіту серіалу "Хлопаки ".

## Виробництво
Про проект було вперше оголошено на панелі Prime Video на Comic Con Experience у Бразилії. Тоді стало відомо, що це буде телесеріал-антологія у всесвіті серіалу "Хлопаки ". «Осатанілі» складаються з восьми епізодів, сценарії до яких написали Аквафіна, Гарт Енніс, Еліот та Ілана Глейзер, Еван Голдберг і Сет Роген, Саймон Рачіоппа, Джастін Ройланд і Бен Бейф, Енді Семберг і Айша Тайлер Прем'єра серіалу відбулася 4 березня 2022.
Ерік Кріпке заявив, що ідея мультсеріалу прийшла до нього під час пандемії COVID-19, коли продюсери захотіли скрасити очікування фанатів перед виходом третього сезону основного серіалу. Через заборону на зйомки більшості проектів з живими акторами вони вирішили створити анімаційну серіал-антологію, виконану в різних стилях анімації.
Деякі члени акторського складу та сценаристи були оголошені в тизер-трейлері, випущеному в лютому 2022. Пізніше того ж місяця було випущено повноцінного трейлера, в якому показали імена інших акторів. Також стало відомо, що Саймон Пегг озвучив роль Х'юї Кемпбелла, персонажа, який в оригінальному коміксі був змальований з образу актора. Пегг не зміг зіграти Хьюї в оригінальному телесеріалі, оскільки на момент початку роботи над ним не підійшов за віком.
Ерік Крипке пізніше заявив, що творці серіалу вважають лише кілька епізодів канонічними, незважаючи на те, що в такому вигляді подавався весь серіал, використовуючи як приклад фінал сезону.

## Сприйняття
На сайті-агрегаторі Rotten Tomatoes перший сезон серіалу має рейтинг 97 % на основі 30 рецензій із середньою оцінкою 7.6/10. Консенсус сайту говорить: "Анімаційні короткометражки з «Осатанілих» настільки ж безбашенно, як оригінальні «Хлопаки», адаптують хльосткий соціальний коментар під формат мультиплікації і подають його диявольськи весело — і зовсім не по-дитячому. " На сайті Metacritic середньозважена оцінка складає 70 балів зі 100 на основі 7 рецензій, що відповідає статусу «загалом сприятливі відгуки».